# Есекс (окръг, Вирджиния)
Вижте пояснителната страница за други значения на Есекс.
Окръг Есекс (на английски: Essex County) е окръг в щата Вирджиния, Съединени американски щати. Площта му е 741 km², а населението - 9989 души (2000). Административен център е град Тапаханък.